# Korea Exchange
Korea Exchange este o bursă din Coreea de Sud și a cincisprezecea instituție bursieră din lume, după capitalizarea companiilor listate.